# Eleonore Poelsleitner
Eleonore Poelsleitner (Unterach, Oostenrijk, 2 oktober 1920) was een vrouwelijke bewaker van het concentratiekamp Mauthausen.
Tegen het einde van de oorlog, op 1 november 1944, werd ze SS-Aufseherin in het concentratiekamp Mauthausen. Ze werd aanvankelijk begeleid en getraind door Jane Bernigau. Poelsleitner werd nimmer berecht vanwege haar daden in het concentratiekamp.